# حماية الشبكات

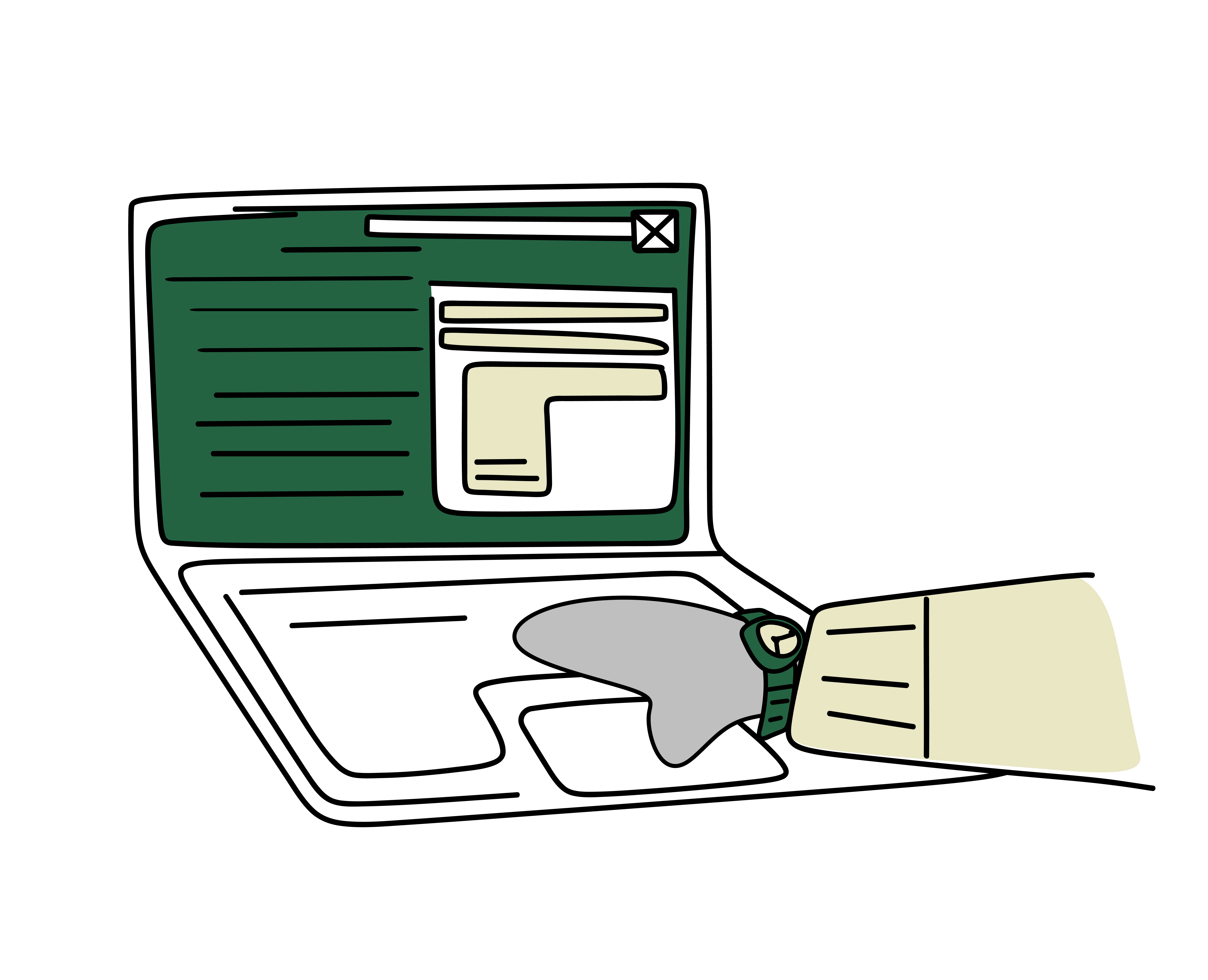

يقصد ب حماية الشبكات هي حماية الشبكة - الشبكات المحلية أو العامة - من الاختراقات أو الدخول غير المصرح به وقد يكون من مستخدمين الشبكة أو مستخدمين خارجيين، حيث أن مستخدمين الشبكة لهم صلاحيات محدودة عليها؛ وأي تعدي للمستخدم خارج نطاق صلاحياته يعتبر اختراق للشبكة، لذلك هناك مجموعة من القوانين والممارسات التي تمنع أي دخول غير قانوني أو غير مصرح به إلى الشبكة، يتضمن حماية الشبكات إذن الوصول إلى البيانات في الشبكة والتي يتحكم فيها مسؤول الشبكة؛ ويتم تعيين معرف أو كلمة مرور أو معلومات مصادقة أخرى تسمح لهم بالوصول إلى البرامج والمعلومات ضمن صلاحيتهم.

## مفهوم حماية الشبكة
أبسط أشكال حماية الشبكات المصادقة باستخدام اسم المستخدم وكلمة المرور فقط (و تسمى أحياناً بالمصادقة ذات العامل الواحد)، أما النوع الثاني من المصادقات هي استخدام إحدى ممتلكات المستخدم مثل بطاقة الصراف الآلي أو رقم الهاتف إضافة إلى اسم المستخدم وكلمة المرور (ويسمى هذا النوع المصادقة ثنائية العوامل)، النوع الأخير من المصادقات هو استخدام مما سبق بالإضافة إلى بصمة اليد أو بصمة العين أو بصمة الأذن، وهذه الطريقة هي أكثر الطرق حماية للشبكة.
المرحلة التي تلي تصريح الدخول هي مرحلة الجدار الناري وهناك ثلاثة أنواع له: النوع الأول وهي تنقية الحزم (Packet filter firewall) حيث يقوم بالسماح أو المنع من الدخول إلى عنوان أو موقع معين خلال الشبكة (IP Address or TCPport number)، النوع الثاني وهو البروكسي (Proxy server) حيث يقوم بمنع المستخدم من الوصول إلى الخادم بشكل مباشر حيث يقوم بنقل المعلومات من الخادم (المصرح به) إلى هذا المستخدم دون الوصول إلى خادم الشبكة، أما النوع الأخير وهو (Application Layer) حيث يقوم بحجب جزء معين عن المستخدم داخل الموقع المصرح له بالدخول له.
للمحافظة على الخصوصية؛ يتم تشفير الاتصال بين مضيفين باستخدام الشبكة.
قد يتم نشر مصائد مخترقي الشبكات (Honeypots) وهي عبارة عن خوادم يسهل اختراقها والوصول إليها، تقوم الشركات بوضعها بالإضافة إلى خوادمها المحمية بشكل كبير؛ كي تتمكن من معرفة المخترقين ومن يحاول الوصول إلى خوادمها وبهذه الطريقة تتمكن من حماية خوادمها.
إدارة الحماية للشبكات تختلف؛ فمثلاً لا يتطلب المنزل أو المكتب الصغير سوى الأمان الأساسي بينما تتطلب الشركات الكبيرة برامج وأجهزة متطورة وعالية الصيانة لمنع الهجمات الضارة من القرصنة والبريد العشوائي.

### أنواع الهجمات
الشبكات عرضة للهجمات الضارة ويمكن أن تتكون الهجمات من نوعين: (هجوم خامل أو غير فعال) وهو محاولة متسلل الشبكة للإطلاع على البيانات التي تنتقل عبر الشبكة، و (هجوم نشط أو فعال) يبدأ فيه المخترق بأوامر لتعطيل التشغيل للشبكة؛ الهجوم الخامل أخطر من النشط لأنه من الصعب اكتشافه لعدم وجود أثر على حدوثه.
أنواع الهجمات تتضمن ما يلي:
- Passive
  - Network
    - تنصت عبر الهاتف
    - فاحص المنافذ  [لغات أخرى]‏
    - Idle scan
    - تشفير
    - Traffic analysis
- Active:
  - Virus
  - تنصت
  - Data modification 
  - هجمات الحرمان من الخدمات
  - انتحال أسماء النطاقات
  - هجوم الوسيط
  - خداع بروتوكول تحليل العنوان
  - VLAN hopping
  - هجوم السنافر
  - تجاوز سعة المخزن المؤقت
  - Heap overflow
  - Format string attack
  - حقن إس كيو إل
  - الخداع الالكتروني
  - برمجة عبر مواقع
  - تزوير الطلب عبر المواقع
  - *هجوم إلكتروني